# Vincent Mhlanga
Vincent Mhlanga (zm. 24 grudnia 2020) – suazyjski menedżer i urzędnik, pełniący obowiązki premiera Eswatini od 5 września do 27 października 2018.

## Życiorys
Obronił doktorat z zakresu finansów. Zasiadał w radach przedsiębiorstw, był dyrektorem zarządzającym w FINCORP i SIDC, a potem na dworze króla Mswatiego III. 5 września 2018 objął tymczasowo stanowisko premiera Eswatini po odwołaniu poprzedniego gabinetu decyzją prokuratora generalnego. Miał sprawować funkcję do czasu drugiej tury wyborów 21 września. Ostatecznie przekazał urząd następcy 27 października 2018.
Zmarł na skutek COVID-19 w okresie światowej pandemii tej choroby.